# 前676年4月15日日食
前676年4月15日日食是一次全食帶起於非洲納米比亞西南大西洋海面，經過南非洲、印度洋阿拉伯海、印度、緬甸北部、中國南部，最終結束於東海釣魚台一帶的日全食。

## 文獻記錄
中國儒家經典《春秋經》記載，春秋時期魯莊公十八年，「春，王三月，日有食之」，經後人推算，西元前676年4月15日中國時區下午4點前後，曾發生一次日全食，魯國國都曲阜可見食分0.16，時為魯曆四月壬子朔，《春秋經》月份有誤。

## 基本參數
- 類型：全食

- 沙羅周期序號：47
- 日期：前676年4月15日（儒略曆）
- 時間：13時41分58秒 (UTC)
- 地點：北緯4.1°，東經58.7°
- 食分：1.0493
- 太陽高度：87°
- 月球本影路經寬度：164公里
- 全食持續時間：4分17秒

### 注腳
1. ↑  . NASA.   [2009-08-11]. （原始内容存档于2015-04-25） （英语）.
2. ↑  .   [2019-04-07]. （原始内容存档于2021-12-19）.

### 其他參考
- 胡鐵珠《大衍曆交食計算精度》

| \| \| 日食 \|                               |                               |                                             |
| 上一次日食： 前677年10月20日日食 （日環食） | 前676年4月15日日食 （日全食） | 下一次日食： 前676年10月10日日食 （日全食） |
| 上一次日全食： 前679年12月11日日食          | 前676年4月15日日食 （日全食） | 下一次日全食： 前675年4月5日日食            |
|                                             | 日食                          |                                             |